# Sonate pour piano no 3 de Boulez
Pour les articles homonymes, voir Sonate pour piano (homonymie).
La Sonate no 3 pour piano est la dernière des sonates pour clavier de Pierre Boulez. Composée en 1957 et créée la même année par le compositeur à Darmstadt, la sonate reflète l'influence des expériences littéraires de Mallarmé.
L'ouvrage en cinq mouvements (ou formants) illustre le principe du hasard dirigé selon le concept de l'œuvre ouverte en perpétuelle gestation.
L'exécution dure environ 20 minutes.

## À propos
La Sonate no 3 est une des premières partitions dont l'exécution se réalise de manière aléatoire. Contrairement à ce que l'on trouve chez Cage et Stockhausen, la liberté laissée à l'interprète a quelques contraintes, une forme de hasard dirigé ordonnant les tempos, dynamiques et ordre des parties jouées. Avec le temps et les différentes interprétations, l'ordre se fige un peu, d'autant plus que le troisième formant Constellation-miroir est obligatoirement central. Les différentes interprétations donnent des couleurs très différentes à cette sonate. 
Pierre Boulez a laissé cette œuvre inachevée, comme pour accentuer son caractère ouvert. En 2008, il fait part de son envie de la retravailler, certains fragments retrouvés après sa mort sont parfois ajoutés.

## Description des différents formants
Les différents formants peuvent être joués dans n'importe quel ordre, en respectant simplement le fait que Constellation-miroir est au centre de l'œuvre.
Strophe est écrit dans le grave, alors que Séquence utilise le registre aigu du piano. Pour Séquence, l'interprète est invité à utiliser une fenêtre-cache, qui permet de sélectionner ce que l'on joue. Antiphonie est constitué de paires interchangeables. Tropes contient des sections obligatoires, et des sections interludes que l'on peut laisser de côté.

## Structure
1. Antiphonie
2. Tropes
3. Constellation-miroir
4. Strophe
5. Séquence

## Discographie
- 1981 : Claude Helffer, Trois Sonates pour Piano (Astrée)
- 1993 : Jeffrey Swann (en), Piano Sonatas by Wuorinen and Boulez (Music & Arts)[2]
- 2005 : Chen Pi-hsien (en), Notations & Piano Sonatas (hat[now]ART)[2]